# Kniażyce (obwód mohylewski)
Kniażyce (biał. Княжыцы, Kniažycy; ros. Княжицы) – agromiasteczko na Białorusi, w obwodzie mohylewskim, w rejonie mohylewskim, w sielsowiecie Kniażyce, nad Łachwą i przy drodze magistralnej M4.

## Historia
Dawniej miasteczko. W 1506 król Polski Aleksander Jagiellończyk przekazał Kniażyce w dożywocie swojej żonie Helenie Moskiewskiej.
W Rzeczypospolitej Obojga Narodów Kniażyce należały do województwa mścisławskiego. W wyniku I rozbioru Polski weszły w skład Imperium Rosyjskiego. W pobliżu miasteczka leżał majątek ziemski o tej samej nazwie. W XIX w. był on początkowo własnością Makowieckich, następnie gubernatora Beklemiszewa, a od 1881 Dziczkańców.
W carskiej Rosji położone były w guberni mohylewskiej, w powiecie mohylewskim. Od XIX w. były siedzibą zarządu gminy. Następnie w granicach Związku Sowieckiego. Od 1991 w niepodległej Białorusi.

### Kościół i klasztor dominikanów
W 1681 Konstanty Władysław Pac ufundował tu klasztor dominikański wraz z kościołem pw. św. Mikołaja. W XVIII w. zbudowano nowy, istniejący do dziś kościół pw. św. Antoniego Padewskiego, konsekrowany w 1780. XIX-wieczny dominikański historyk o. Sadok Barącz OP wymienia kniażycki kościół wśród sanktuariów maryjnych z cudownymi wizerunkami Matki Bożej.
Po powstaniu listopadowym w 1832 władze carskie skasowały klasztor dominikanów. Przejęli go wówczas karmelici, jednak już w 1835 ich również skasowano. W 1866 lub 1872, w ramach represji i wprowadzania rusyfikacji po powstaniu styczniowym, władze carskie przekazały kościół Cerkwi prawosławnej i od tej pory służył jako cerkiew pw. św. Mikołaja.
Po rewolucji październikowej cerkiew działała nieprzerwanie, nawet w czasach stalinowskiego terroru, choć zniszczono wówczas kopuły z krzyżami. Podczas II wojny światowej została ostrzelana przez Niemców i od tego czasu zaczęła popadać w ruinę. Budynek został ostatecznie zamknięty w 1965. Po uzyskaniu przez Białoruś niepodległości budynek został wpisany na listę zabytków oraz aktywiści wykonali przy nim podstawowe prace zabezpieczające. Dawna świątynia wciąż jednak pozostaje w ruinie. Przez współczesnych badaczy podawana jest ona jako przykład białoruskiego baroku.

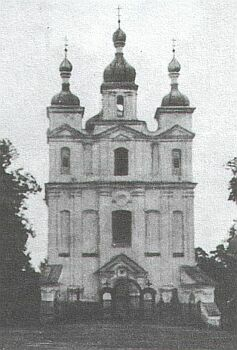
Cerkiew pw. św. Mikołaja w 1913
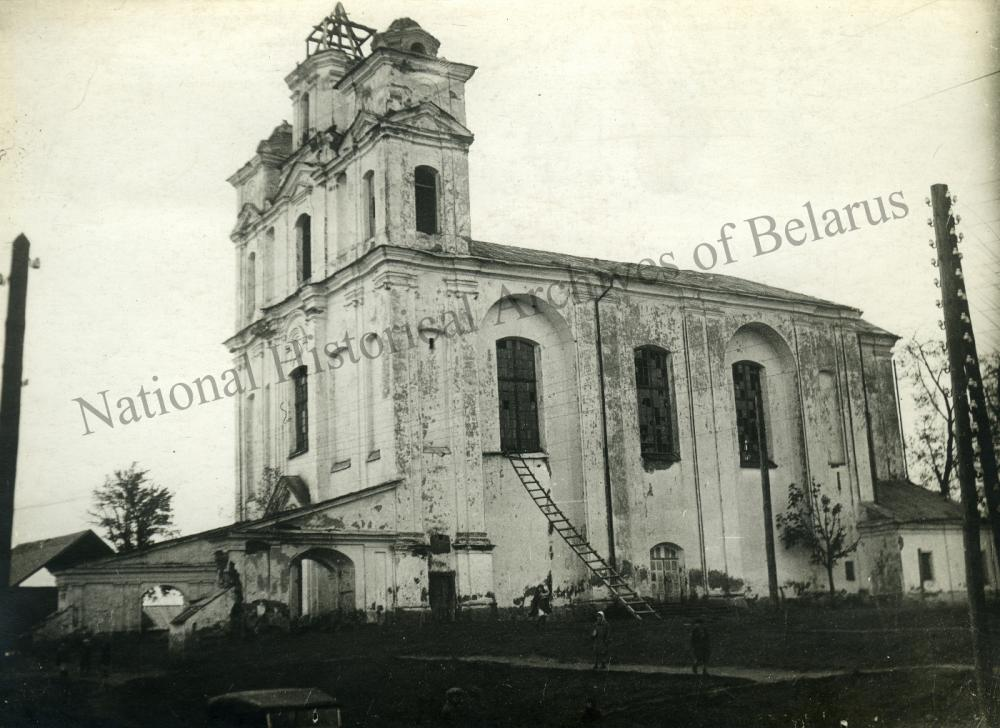
Świątynia w 1939
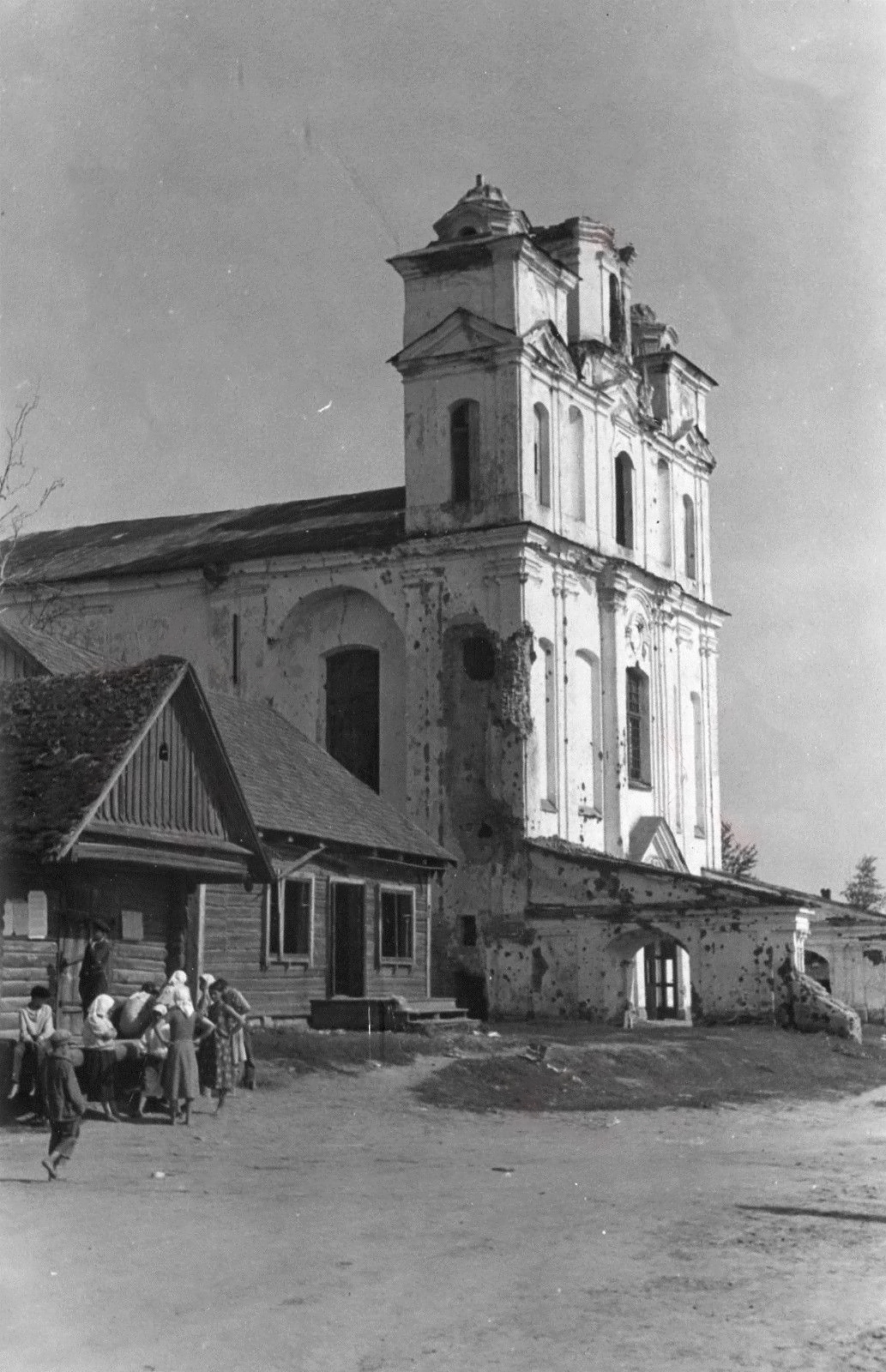
Zniszczenia dokonane przez Niemców
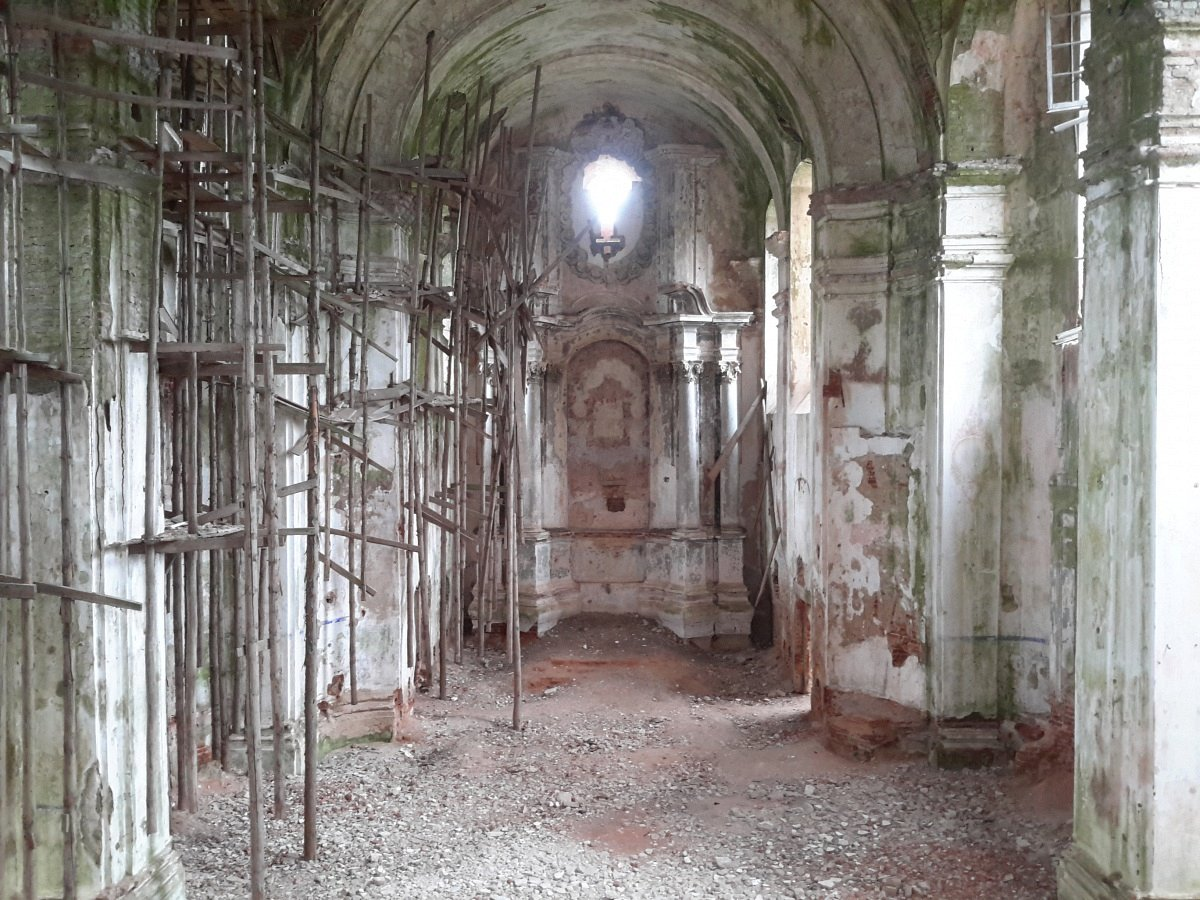
Wnętrze w 2015